# Exposição Internacional de Londres (1862)

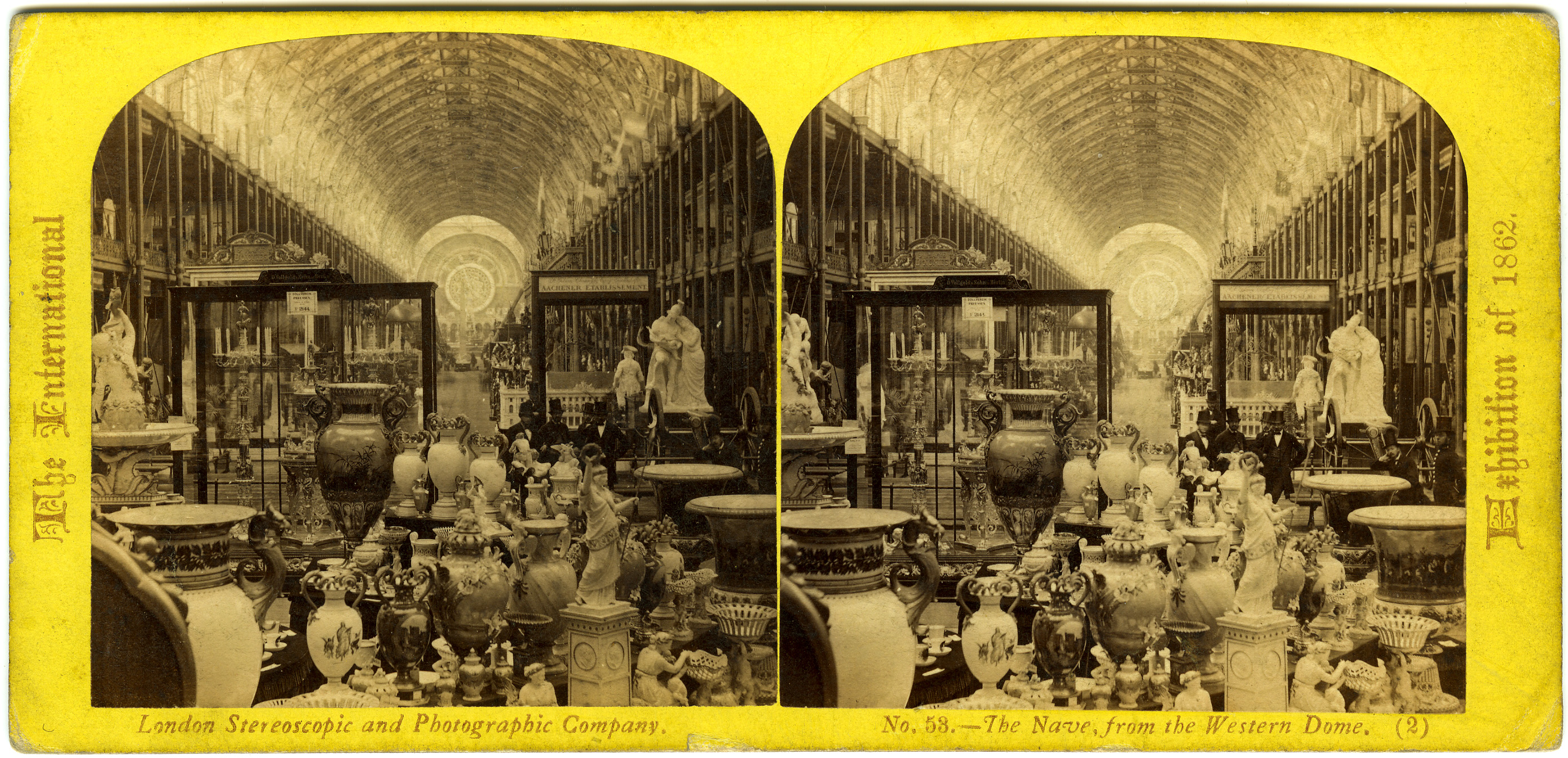
Exposição Internacional de 1862. A Nave, da cúpula ocidental

A Exposição Internacional de 1862, mais conhecida pela Great London Exposition (Grande Exposição de Londres), foi uma exposição mundial realizada entre 1 de Maio e 1 de Novembro de 1862, junto aos jardins da Royal Horticultural Society, South Kensington, Londres, Inglaterra, no local onde actualmente se ergue um conjunto de museus que inclui o Natural History Museum e o Museu da Ciência de Londres.

## História
A exposição foi organizada com o apoio da Royal Society of Arts, Manufactures and Trade e atraiu mais de 28 000 expositores, oriundos de 36 países, representando um largo espectro de indústrias, tecnologias e artes. No conjunto, a exposição foi vista por 6,1 milhões de visitantes, o que correspondeu a £ 459 632 de receita, ligeiramente acima do seu custos, que foi de £ 458 842, deixando um lucro total de £ 790, ao tempo uma quantia significativa.
A exposição ocupou uma área de 9 hectares de terreno, no centro da qual foi implantado um edifício especialmente projectado para o efeito pelo capitão Francis Fowke (1823–1865) e construído por Charles Lucas, Thomas Lucas e por Sir John Kelk, num investimento de £300 000 coberto pelos lucros da Exposição Universal de 1851. O edifício consistia numa nave principal com duas alas contíguas, instaladas perpendicularmente, destinadas a maquinaria e equipamentos agrários. As alas foram demolidas após o fim da Exposição. A fachada da nave principal, que se abria sobre a Cromwell Road, tinha 351 m de comprimento, ornamentada por dois domos em cristal, cada um dos quais com 79 m de altura. 
Apesar de serem ao tempo conter os maiores domos do Mundo, o seu efeito não foi considerado por muito como suficientemente impressionante:a organização do baguio O Parlamento britânico não aprovou o desejo do governo de o adquirir, razão pela qual foi desmontado, sendo parte dos seus materiais utilizados para a construção do Alexandra Palace.
A exposições presentes incluíam maquinaria diversa, entre a qual parte de máquina analítica de Charles Babbage, máquinas para fábricas de tecidos de algodão e motores marítimos da empresa de Henry Maudslay. Estavam também presentes exposições de bens tão diversos como tapetes, tecidos, esculturas,, mobiliário, louças, talheres e papel de parede. Os trabalhos de artes decorativas apresentados por William Morris, através da sua firma Morris, Marshall, Faulkner & Co. atraíram muita atenção.
Entre as novidades apresentadas, contou-se o uso de cautchu para a produção de borracha e o processo de Bessemer para produção de aço.
William England liderou uma equipa de fotógrafos equipados para fotografia estereoscópica, que incluía William Russell Sedgfield e Stephen Thompson, que produziu uma série de 350 vistas estereoscópicas da Exposição para venda pela London Stereoscopic Company. Essas imagens mantiveram para a posteridade um visão tridimensional bem vívida daquilo que foi a exposição.